# Wiemsdorf
Wiemsdorf est un quartier de la commune allemande de Loxstedt, dans l'arrondissement de Cuxhaven, Land de Basse-Saxe.

## Géographie
Wiemsdorf se situe dans l'ancienne commune de Landwürden. Il se trouve à proximité de la Weser et de la Bundesstraße 437 par le Wesertunnel.

## Histoire
La première mention écrite du lieu date de 1105.
Les villages de Landwürden forment une unité à un stade précoce. Au XIXe siècle, la commune de Dedesdorf se compose des fermes de Büttel, Dedesdorf, Eidewarden, Maihausen, Oldendorf, Overwarfe, Reitmoor, Ueterlande et Wiemsdorf. Le 1er janvier 1936, la commune se rebaptise Landwürden. Le 1er mars 1974, Landwürden fusionne avec Loxstedt. Landwürden constitue un Gemarkung de Loxstedt.

## Source, notes et références
- (de) Cet article est partiellement ou en totalité issu de l’article de Wikipédia en allemand intitulé « Wiemsdorf » (voir la liste des auteurs).

1. ↑  Johann Hübner, La Géographie Universelle : Ou L'On Donne Une Idée Abrégée Des Quatre Parties Du Monde, Et Des Différens Lieux Qu'elles Renferment, vol. 6. Traité : I. De la Westphalie, II. De la Basse et III. De la Haute Saxe, 1746, 456 p. (lire en ligne), p. 94
2. ↑  (de) Statistisches Bundesamt, Historisches Gemeindeverzeichnis für die Bundesrepublik Deutschland. Namens-, Grenz- und Schlüsselnummernänderungen bei Gemeinden, Kreisen und Regierungsbezirken vom 27.5.1970 bis 31.12.1982, 1983 (ISBN 3-17-003263-1)